# Marcel Hertz
Marcel Ernest Hertz (Sittard, 13 oktober 1920 - Kefar Sava (Israël), 5 april 2001), later veranderd naar Moshe Harel, was een Nederlandse verzetsstrijder.

## Levensloop
Hertz groeide op in Rotterdam en was van joodse afkomst. Hij volgde een opleiding tot architect. In augustus 1941 verloofde hij zich met de eveneens joodse Didi Roos. Aanvankelijk waren zijn ouders tegen de verloving vanwege haar lagere afkomst, maar zij legden zich er bij neer. Intussen namen de anti-joodse maatregelen van de Duitse bezetter toe. In 1942 werden de eerste joden opgeroepen voor deportatie naar het oosten, waar zij in werkkampen zouden worden ondergebracht (uiteindelijk werden zij daar vergast, maar dat was op dat moment nog niet bekend). Roos en Hertz vonden zichzelf jong en sterk en waren van plan te gaan. Martha Nagtegaal, het dienstmeisje van de familie-Hertz, haalde de familie toch over om onder te duiken. De hele familie werd uiteindelijk ondergebracht bij de verschillende leden van de familie-Nagtegaal.
Hertz vond een onderduikadres in Bennekom. Hij werkte onder de naam Rienus van Eck als knecht op de kwekerij van Jaap Nagtegaal. Met behulp van de Edese gemeenteambtenaar Jo van den Bent kreeg Hertz echte papieren onder die naam. Zijn zusje  Bertie zat op hetzelfde adres ondergebracht. Zijn verloofde, zijn broer Jacques en zijn ouders zaten bij de ouders van Jaap Nagtegaal ondergebracht aan de Edeseweg 44. In mei 1944 verkaste Hertz naar Kees de Koning die een boerderij had aan de Goorsteeg tussen Lunteren en Ede. Zowel Hertz als Roos waren in deze periode in het verzet actief als koerier voor Derk Wildeboer, de regionale commandant van het verzet in Ede.  Na de mislukte Slag om Arnhem waren op de Veluwe veel Britse parachutisten achtergebleven. Het verzet had een grote groep verzameld in een schaapskooi nabij Lunteren. Hertz zorgde voor de aanvoer van levensmiddelen. Daarnaast nam hij samen met zijn broer Jacques deel aan wapendroppingen. Op 18 november 1944 werd Roos door de Duitsers opgepakt nadat een van de leden van de verzetsgroep, die opgepakt en gemarteld was, informatie over haar gegeven had. Ondanks heftige ondervragingen door de Sicherheitsdienst sloeg zij niet door. Zij zat tot de bevrijding gevangenen, maar keerde daarna direct in Ede terug.
Op 9 mei 1945 werden Hertz en Roos door Wildeboer op het gemeentehuis van Ede in de echt verbonden. Hertz kreeg een functie bij de dienst Wederopbouw van de gemeente Ede en later een baan bij een architectenkantoor in Rotterdam. Uiteindelijk besloten Hertz en Roos naar Israël te verhuizen, waar het echtpaar nog een derde zoon kreeg. Zij woonden eerst in een kibboets en later in Tel Aviv. In Israël verhebreeuwsde Hertz zijn naam naar Moshe Harel.
Van de Nederlandse regering ontving Hertz het Verzetsherdenkingskruis. Hertz publiceerde zijn levensverhaal onder de titel: Metamorfosen: Marcel - Rienus - Moshe (in eigen beheer uitgegeven).